# Armes Prydein

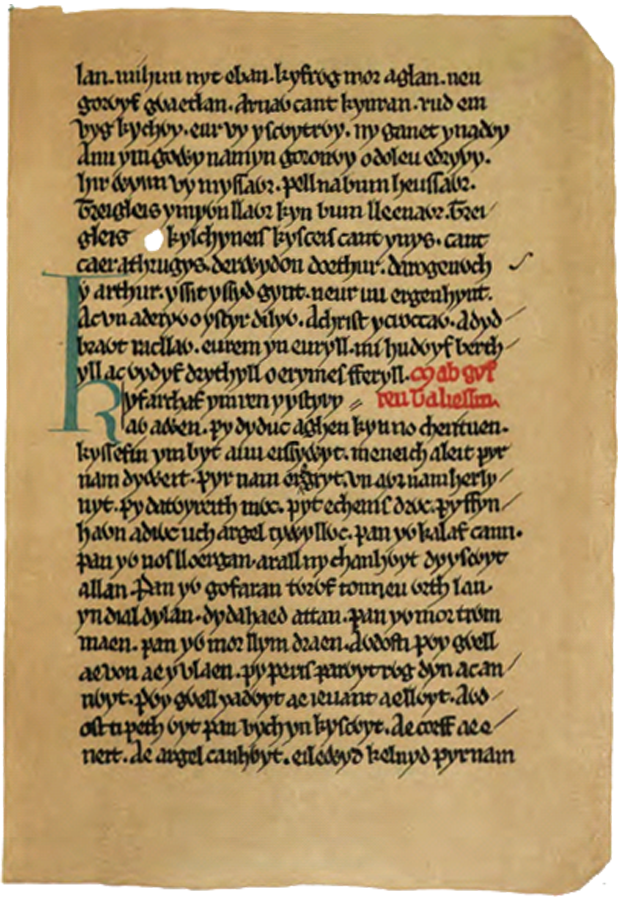
Seite aus dem Buch von Taliesin

Armes Prydein ['armes 'prɘdein] („Die Prophezeiung von Britannien“), auch Armes Prydein Vawr  („Die große Prophezeiung von Britannien“), ist ein in der ersten Hälfte des 10. Jahrhunderts geschriebenes prophetisches Gedicht in walisischer Sprache. Ursprünglich auf Altwalisisch verfasst, ist der Text in einem aus dem 14. Jahrhundert stammenden Manuskript des „Buches von Taliesin“ (Llyfr Taliesin), NLW Peniarth MS 2, in mittelwalisischer Sprache überliefert. Das Gedicht besteht aus 199 im sogenannten awdl-Versmaß verfassten Zeilen.

## Inhalt
Die Armes Prydein ist ein prophetisches Gedicht, in dem, zu einer Zeit, in der die keltischen Reiche und ihre skandinavischen Nachbarn der zunehmenden Dominanz der westsächsischen Könige zu widerstehen versuchten, voll freudiger Erwartung der Vertreibung der Angelsachsen aus Britannien entgegengesehen wird. Dies sollte erreicht werden, indem eine Koalition geschmiedet werde aus allen den Angelsachsen feindlich gesinnten Völkern, den Walisern (Kymry), den britischen Kelten aus Cornwall (Cornyw), dem Königreich Strathclyde (Cludwys), der Bretagne (Llydaw) sowie den „Männern des Nordens“ (Gwyr Gogled), wobei die Briten der Bretagne, Strathclyde und Cornwall noch als Einheit und als rechtmäßige Eigentümer Britanniens gesehen werden, die durch Arglist um ihren Besitz betrogen worden waren. Ferner sollten auch die Wikinger aus Dublin (gwyr Dulyn), die Gälen aus Irland und Anglesey und Piktland (Gwydyl Iwerdon Mon a Phrydyn) in dieses Bündnis eingebunden werden.

## Aufbau
Die Form des Armes Prydein kann in vier Segmente unterteilt werden, charakterisiert durch neun verschiedene awdlau.
In der Exposition werden in den Versen 1 bis 23 die Ambitionen der Briten zur Zurückeroberung Britanniens mit Hilfe der verbündeten Völker dargelegt und verdeutlicht, dass der Stein des Anstoßes die den Walisern zu Unrecht auferlegten Steuern des Hochkönigs, und deren Einziehung durch dessen Steuereintreiber (meiryon mechteyrn) waren. Zeile 24 scheint eine Glosse oder eine Einfügung aus einem anderen Gedicht zu sein, da diese Zeile das Reimschema bricht. Die Unrechtmäßigkeit der Oberherrschaft der Angelsachsen, deren niedrigen Herkunft und unehrliche Vorgehensweise wird in den Versen 25 bis 44 festgestellt. Die Angelsachsen werden als heidnische Piraten, die bei ihren Eroberungen Glück gehabt hatten, dargestellt.
Im folgenden Teil wird in den Versen 45 bis 63 die letztendliche Flucht der Angelsachsen vor den rachsüchtigen Briten bildhaft wiedergegeben. In den Versen  69 bis 86 werden Einzelheiten der Steuern und Aktivitäten der Steuereintreiber, die von Kaer Geri (Cirencester) aus operierten, wiedergegeben und betont, jeder Versuch diese Steuern einzuziehen sei erfolglos, wobei unter Einbeziehung des Namens Cadwaladr, eines walisischen Königs des 7. Jahrhunderts, dieser Widerstand noch unterstrichen wird. In den Versen 87 bis 106 wird der andere Anführer des Widerstands gegen die Angelsachsen angerufen, Cynan. Zusammen verjagen sie die Angelsachsen bis nach Caer Wynt (Winchester) und werden dabei vom Heiligen David und anderen walisischen Heiligen unterstützt. Die Schrecken des Krieges werden in den Versen 107 bis 126 anschaulich beschrieben, wobei das Leid der Angelsachsen mit augenscheinlicher Freude wiedergegeben wird. Der Feind wird hier nicht nur allgemein mit Sachsen (Saesson) beschrieben, sondern spezifisch als Iwys bezeichnet. Dies bezieht sich auf die Westsachsen, deren ursprünglicher Name Gewissæ war.
Die Unterstützung des Heiligen David und des Heiligen Garmon sowie die Hilfe der Iren (Gwydyl) und der Heiden von Dublin (gynhon Dulyn) (gemeint sind die Wikinger von Dublin), die sich unter dem Banner Davids (lluman glan Dewi) vereinigen werden, wird in den Versen 127 bis 146 hervorgehoben. Verflochten hierin ist eine weitere Ausarbeitung des Themas der Unrechtmäßigkeit der angelsächsischen Herrschaft.
Der Höhepunkt des Gedichts wird in den Versen 147 bis 170 erreicht, in denen die verschiedenen Verbündeten der Waliser detailliert beschrieben werden, und über die Angelsachsen faktisch ein Fluch ausgesprochen wird, kulminierend in einem Lobgesang auf die zwei Widerstandshelden Cadwaladr und Cynan.
Zum Abschluss der Armes Prydein wird in den Versen 170 bis 199 die Wiederherstellung der walisischen Herrschaft über das gesamte Britannien und der ungeordnete und verzweifelte Rückzug de Angelsachsen nach dorthin, woher sie kamen, gefeiert. Schließlich wird noch einmal der Heilige David angerufen, den Aufstand anzuführen.

## Datierung und Ursprung
Gemeinhin wird angenommen, die Armes Prydein sei in der ersten Hälfte des 10. Jahrhunderts verfasst worden. Eine genauere Datierung wird meist durch eine inhaltliche Analyse des Textes versucht. So wird darauf verwiesen, dass das Gedicht nicht nach 937 entstanden sein könnte, da in genau diesem Jahr ein Bündnis aus den im Gedicht genannten Briten, Schotten und den Wikingern von Dublin in der Schlacht bei Brunanburh eine vernichtende Niederlage durch König Æthelstan erlitten hatten und die Armes Prydein somit zwischen 927 und 937 entstanden sein muss. Andererseits wird aber auch eine Entstehung des Gedichts im Spätsommer oder frühen Herbst des Jahres 940 nach dem erfolgreichen Einfall von Olaf Guthfrithsson, aber noch bevor in Wales bekannt wurde, dass dieser sich mit König Edmund geeinigt hatte, vermutet. Alternativ wurde eine Entstehung des Textes für das Jahr 942 vorgeschlagen.
Aufgrund topografischer Detailangaben und expliziter Bezugnahme auf den Heiligen David, der als Schutzpatron von Wales gilt und von dem im Gedicht gesagt wird, er solle den Aufstand gegen die Angelsachsen anführen, wird der Ort des Verfassens der Armes Prydein im Süden Wales’ – wahrscheinlich in Dyfed – vermutet, wobei als Verfasser ein geistlicher Schreiber angenommen wird.

## Funktion
Anders als in anderen zeitgenössischen heroischen Gedichten, wie zum Beispiel in dem auf Altenglisch verfassten Gedicht The Battle of Maldon, wird in Armes Prydein nicht nur eine glorreiche Vergangenheit beschrieben, der Gefallenen gedacht oder eine Schlacht wiedergegeben, sondern optimistisch in die Zukunft geschaut, und zwar auf den Zeitpunkt, an dem die vereinigte britische Macht die angelsächsischen Eroberer, besonders die Westsachsen und ihre Steuereintreiber, vertrieben haben würde. Gleichzeitig wird die Gegenwart  jedoch unter Bezugnahme auf Personen und Helden der legendären britischen Vergangenheit wie Merlin, Cadwaladr und Cynan, bei dem es sich entweder um Cynan Garwyn oder den Bretonen Conan Meriadoc handelt, analysiert und eine ruhmreiche Zukunft vorhergesagt, in der Britannien von Angelsachsen befreit sein würde, wenn auch angesichts der historischen Realitäten des 10. Jahrhunderts diese Hoffnung hat unrealistisch erscheinen müssen.